# Meurtre à Tulsa
Pour plus de détails, voir Fiche technique et Distribution.
Meurtre à Tulsa (Keys to Tulsa) est un film américain réalisé par Leslie Greif en 1997.

## Synopsis
De retour au pays, Richter se trouve coincé entre les diverses personnalités qu'il a fréquentées autrefois, en particulier du fait de ses diverses liaisons féminines. Une affaire de chantage à laquelle il est lié par hasard va lui permettre de s'en sortir, mais à quel prix.

## Fiche technique
- Titre : Meurtre à Tulsa
- Titre VHS : Dernier Chantage[1]
- Titre original : Keys to Tulsa
- Réalisation : Leslie Greif
- Scénario : Harley Peyton d'après le roman de Brian Fair Berkey
- Musique : Stephen Endelman
- Photographie : Robert Fraisse
- Montage : Eric L. Beason, Louis Cioffi et Michael R. Miller
- Production : Leslie Greif et Harley Peyton
- Société de production : Empire Pictures, Incorporated Television Company, Polygram Filmed Entertainment et Thinkfactory Media
- Société de distribution : PolyGram Film Distribution (France) et Gramercy Pictures (États-Unis)
- Pays de production :  États-Unis et  Royaume-Uni
- Durée : 113 minutes / USA : 116 minutes (version non-censurée)
- Langue : anglais
- Couleur
- Son : Dolby
- Classification : USA : R (grossièreté de langage et érotisme) / Canada : 18A (Ontario)
  - États-Unis : 11 avril 1997

## Distribution
- Eric Stoltz : Richter Boudreau
- James Spader (V. F. : Éric Peter) : Ronnie Stover
- Deborah Kara Unger : Vicky Michaels Stover
- Joanna Going : Cherry
- Michael Rooker : Keith Michaels
- Randy Graff : Louise Brinkman
- Mary Tyler Moore : Cynthia Boudreau
- James Coburn : Harmon Shaw
- Peter Strauss : Chip Carlson
- Cameron Diaz : Trudy (quelques minutes avant le générique du début)